# Жонкьер (Воклюз)
Жонкье́р (фр. Jonquières) — коммуна во французском департаменте Воклюз региона Прованс — Альпы — Лазурный Берег. Относится к кантону Оранж-Эст.

## Географическое положение

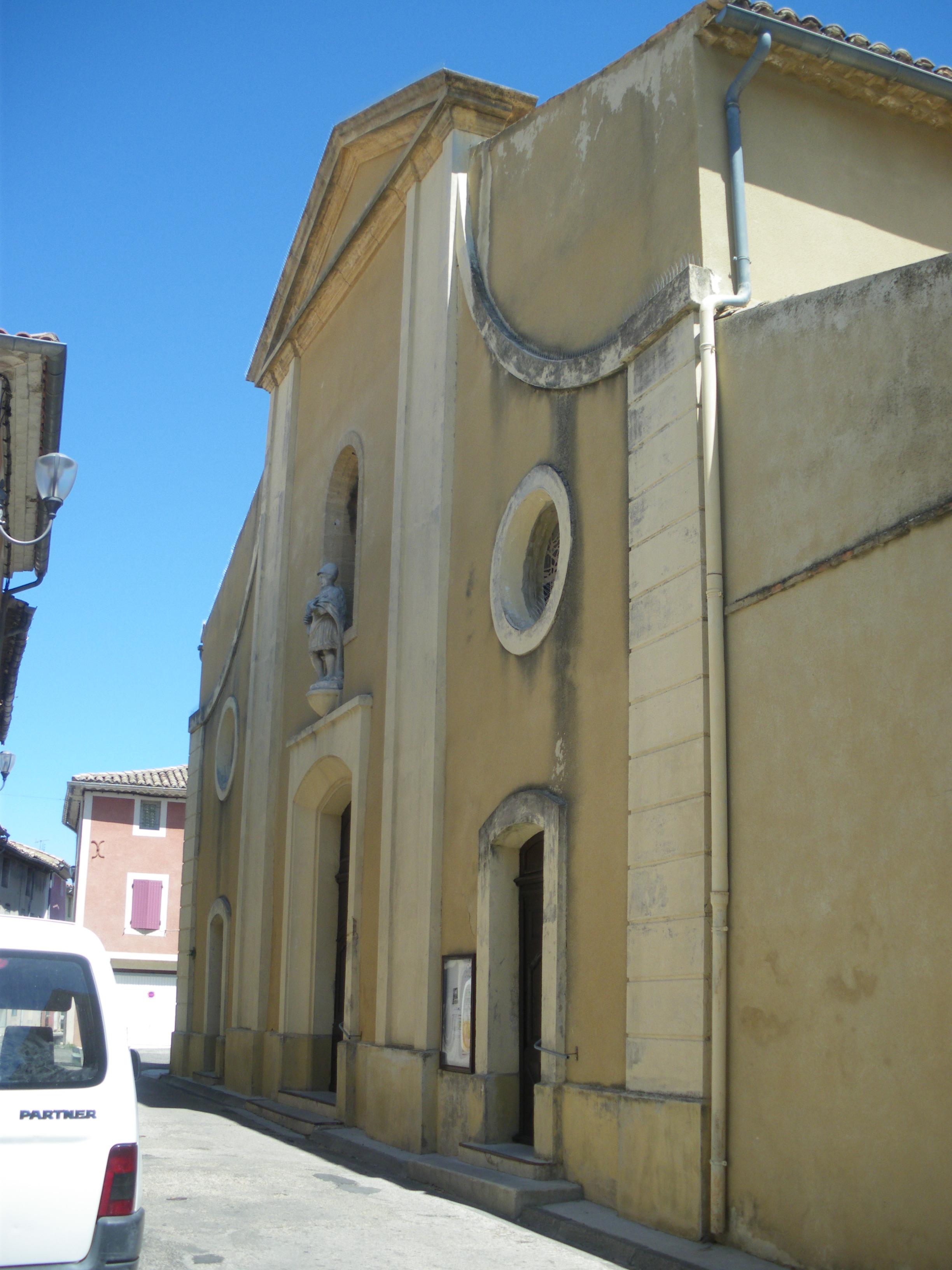
Церковь Сен-Маппалис.

Жонкьер расположен в 20 км к северу от Авиньона. Соседние коммуны: Вьоле на северо-востоке, Вакейрас на востоке, Саррьян на юго-востоке, Куртезон на юге, Оранж на западе.

### Гидрография
Коммуну пересекает Увез и Пети-Роанель, приток Сей. Через коммуну проходят канал Карпантра и канал Сен-Жак. В окрестностях коммуны берёт начало Сей.

## Демография
Население коммуны на 2010 год составляло 4576 человек.
| 1962 | 1968 | 1975 | 1982 | 1990 | 1999 | 2010 |
| ---- | ---- | ---- | ---- | ---- | ---- | ---- |
| 2524 | 2697 | 3064 | 3351 | 3780 | 3924 | 4576 |

## Достопримечательности
- Замок де Куссан, 1141 год.
- Замок де Боргар, возведён в 1630 году.
- Замок Малижэ, сохранилась одна башня XIII века.
- Церковь Сен-Маппалис, впервые упоминается в 1137 году, полностью перестроена в 1417 году.
- Церковь в домене Куссан.